# Karl Veith

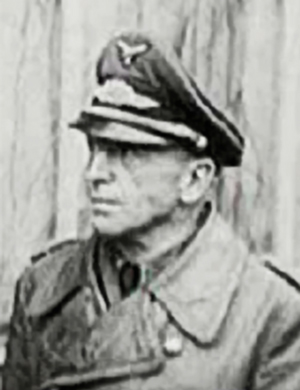
Karl Veith im April 1945, wahrscheinlich bei seiner Gefangennahme am 13. April 1945

Karl Veith (* 16. Juli 1894 in Kempten; † 10. August 1979 in Ochsenfeld) war ein deutscher Offizier, zuletzt im Rang eines Generalleutnants als Kommandeur der Flakschul-Division in Braunschweig und als letzter Kampfkommandant Braunschweigs im Zweiten Weltkrieg. Am 10. April 1945 führte Veith Kapitulationsverhandlungen zur Übergabe der Stadt an die 30. US-Infanteriedivision unter ihrem Kommandierenden General Leland S. Hobbs. Die Verhandlungen scheiterten jedoch nach zwanzig Minuten.

## Leben
Veith trat am 10. Juli 1914 als Fahnenjunker in das 4. Feldartillerie-Regiment „König“ der Bayerischen Armee in Augsburg ein. Nach dem Ausbruch des Ersten Weltkriegs nahm er mit diesem Verband an den Grenzgefechten und der Schlacht in Lothringen teil.
Beförderungen
- 1. Juli 1914 Fähnrich
- 19. September 1914 Leutnant
- 4. Juli 1918 Oberleutnant
- 1. Februar 1928 Hauptmann/Rittmeister
- 1. Januar 1935 Major
- 1. Oktober 1937 Oberstleutnant
- 1. August 1939 Oberst
- 1. Februar 1943 Generalmajor
- 1. November 1944 Generalleutnant

Nach seiner Beförderung zum Leutnant wurde er als Batterieoffizier und Zugführer eingesetzt. Im Juli 1915 ließ Veith sich zur Fliegertruppe versetzen und absolvierte in Schleißheim eine Ausbildung als Beobachter. Im November 1915 kam er an der Westfront wieder ins Feld und wurde dort ab Februar 1916 bei der AFA 103b eingesetzt. Mit seiner Beförderung zum Oberleutnant am 4. Juli 1918 folgte seine Versetzung als Fotooffizier in den Stab des Kommandeurs der Flieger 6. Seine Leistungen wurden durch die Verleihung beider Klassen des Eisernen Kreuzes sowie des Militärverdienstordens IV. Klasse mit Schwertern gewürdigt.
Nach dem Kriegsende war Veith zunächst bei einer Freiformation in Fürth sowie im Freikorps „Fahrmbacher“ tätig. Mitte Juni 1919 übernahm man ihn in die Vorläufige Reichswehr, wo Veith im Reichswehr-Infanterie-Regiment 44 und später im Reichswehr-Infanterie-Regiment 22 seinen Dienst versah. Mit der Bildung der Reichswehr wurde Veith in das Artillerie-Regiment 7 versetzt, dem er bis zu seiner Verabschiedung am 31. März 1928 angehörte.
Vom 1. April 1928 bis zum 30. September 1931 war er an der Geheimen Fliegerschule und Erprobungsstätte der Reichswehr in Lipezk, Sowjetunion tätig. Anschließend wurde Veith wieder in den aktiven Dienst übernommen, war zunächst Eskadronchef der Fahrabteilung der 3. (Preußische) Sanitäts-Abteilung in Berlin und ab 1. Oktober 1932 Batteriechef im 5. Artillerie-Regiment. Zum 1. Oktober 1935 trat Veith als Kommandeur des I. Bataillons des Flak-Regiments 5 in die Luftwaffe über. Bis Kriegsende war er bei folgenden Einheiten: Der nach ihm benannten Flak-Brigade Veith, deren einziger Kommandeur er war. Diese Einheit ging dann in der 5. Flak-Brigade auf, deren erster Kommandeur er von 1940 bis 1942 war. Es folgte von 1942 bis 1944 die Kommandeursstelle bei der 17. Flak-Division; anschließend war Veith Höherer Kommandeur der Flakartillerieschulen. Am 1. August 1944 wurde Veith zum Kommandeur der neu geschaffenen Flakschul-Division und später auch der daraus hervorgegangenen Flak-Schul- und Ersatz-Division Nord in Braunschweig ernannt. In den letzten Tagen des Zweiten Weltkrieges war er Kampfkommandant der Stadt Braunschweig.

### Kapitulationsverhandlungen am 10. April 1945

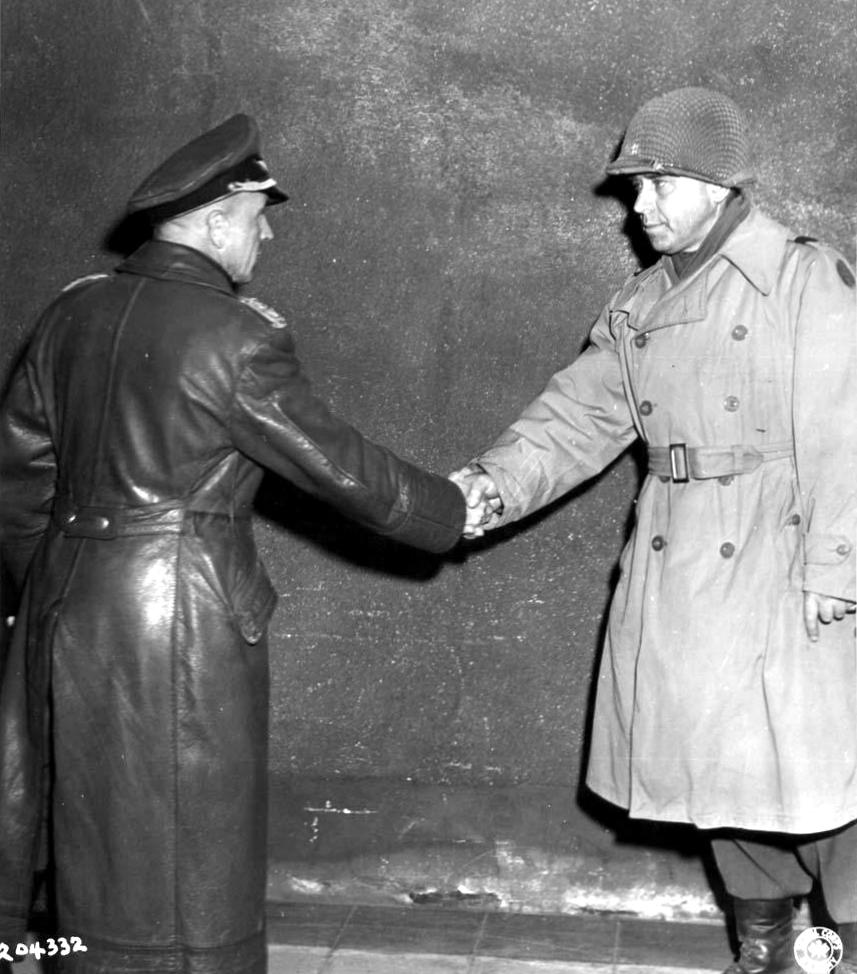
10. April 1945: Veith (links) und Leland S. Hobbs (rechts)

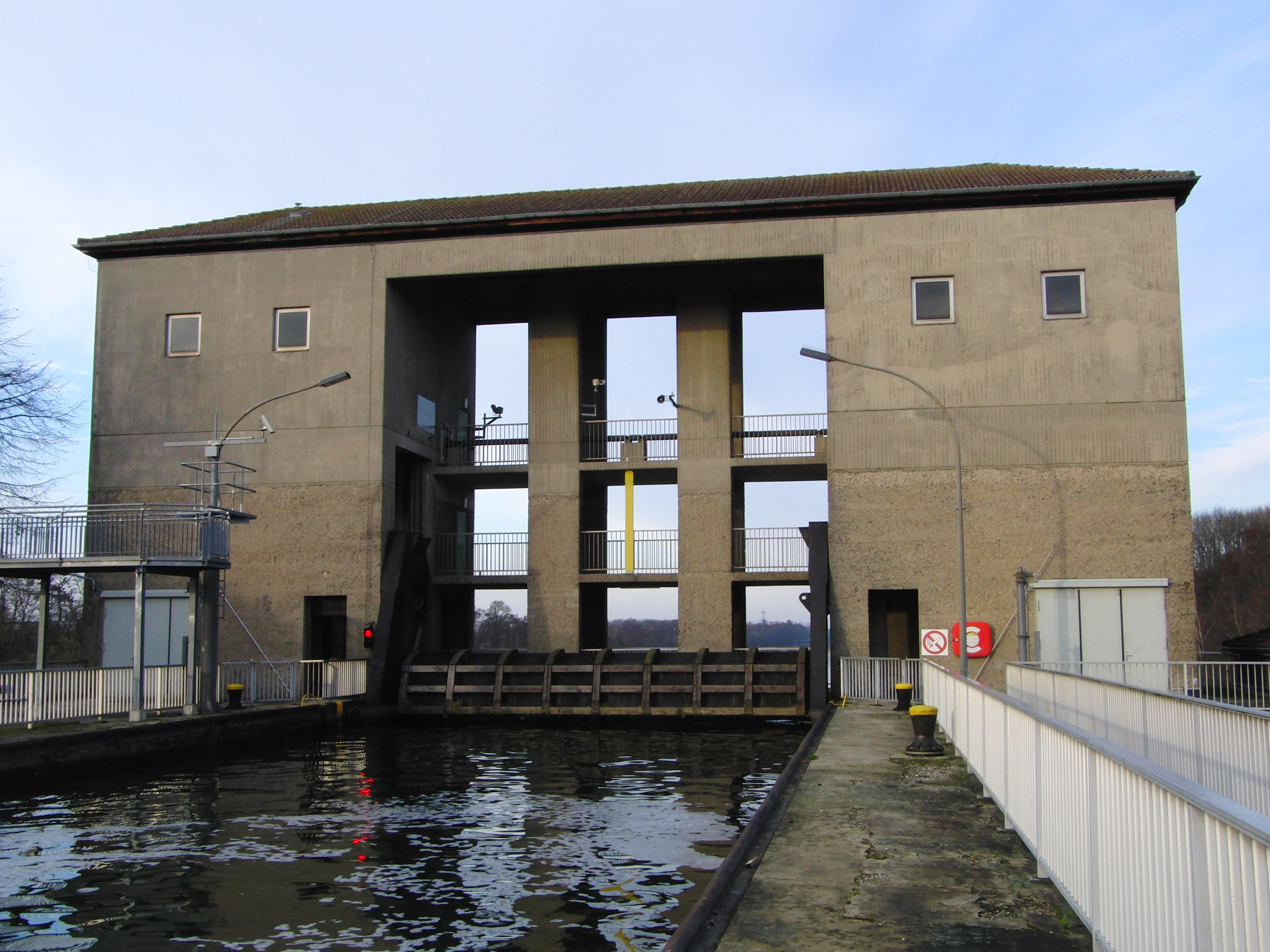
Die Wedtlenstedter Schleuse heute

Am 10. April 1945 erreichten Einheiten der 30. US Infanterie-Division, von Westen kommend, das Gebiet des Landes Braunschweig. Sie sammelten sich rund zehn Kilometer vor dem Stadtzentrum an der Wedtlenstedter Schleuse am Stichkanal Salzgitter.
Nachdem eine Waffenruhe vereinbart worden war, erschien um 19:00 Uhr eine Gruppe deutscher Parlamentäre, um die Kapitulationsbedingungen auszuhandeln. Auf deutscher Seite waren sechs Personen anwesend: Generalleutnant Karl Veith, Polizeihauptmann Karl-Heinz Stahl, Volkssturm-Kommandant Major Ernst Webendoerfer und drei unbekannte Männer, von denen einer als Dolmetscher fungierte. Auf US-Seite waren anwesend: der General der 30. US-Infanteriedivision, Leland S. Hobbs, General Harrison, Lieutenant Colonel Hall, Lieutenant Schmidts (Dolmetscher), 1st Lieutenant Henderson (4th Information and Historical Service, 9th U.S. Army), der die Verhandlungen protokollierte, Lieutenant Karrigan und mehrere Kameramänner.
Hobbs eröffnete die Verhandlungen mit der Forderung nach bedingungsloser Kapitulation der Stadt und deren Übergabe mitsamt allen sich in ihr aufhaltenden deutschen Truppen. Veith erwiderte, er wolle Braunschweig zur „Offenen Stadt“ erklärt wissen, so die Zivilbevölkerung vor weiteren Kriegshandlungen schützen und in einem anschließenden Zeitraum von 24 Stunden sämtliche deutschen Einheiten von den Amerikanern unbehelligt aus der Stadt abziehen. Dies wurde von Hobbs abgelehnt, er forderte die bedingungslose Kapitulation, was wiederum Veith verweigerte. Stattdessen entgegnete Veith, er sei entschlossen, „Soldat gegen Soldat“ zu kämpfen und wenn die Zivilbevölkerung darunter zu leiden habe, so sei dies Hobbs’ Schuld. Veith bat dann um fünf Minuten Unterbrechung, um sich mit seinen Begleitern beraten zu können. Anschließend bot er an, dass die Stadt am 11. April, um 12:00 Uhr Mittags bedingungslos kapitulieren würde und alle deutschen Soldaten in und um die Stadt abgezogen würden. Hobbs lehnte auch dies ab. General Harrison verdeutlichte, dass man die deutschen Truppen gefangen nehmen wolle, die Stadt sei „ihnen egal“.
Veith lehnte abermals ab, woraufhin die Unterhandlungen ergebnislos beendet wurden. Die deutsche Delegation zog ab. Die Amerikaner eröffneten nach weiteren 30 Minuten das Artilleriefeuer auf Braunschweig. In der Nacht des 12. April 1945 um 02:59 Uhr erfolgte die kampflose Übergabe der Stadt Braunschweig.

Protokoll der Verhandlungen vom 10. April 1945 zwischen General Leland S. Hobbs und Generalleutnant Karl Veith
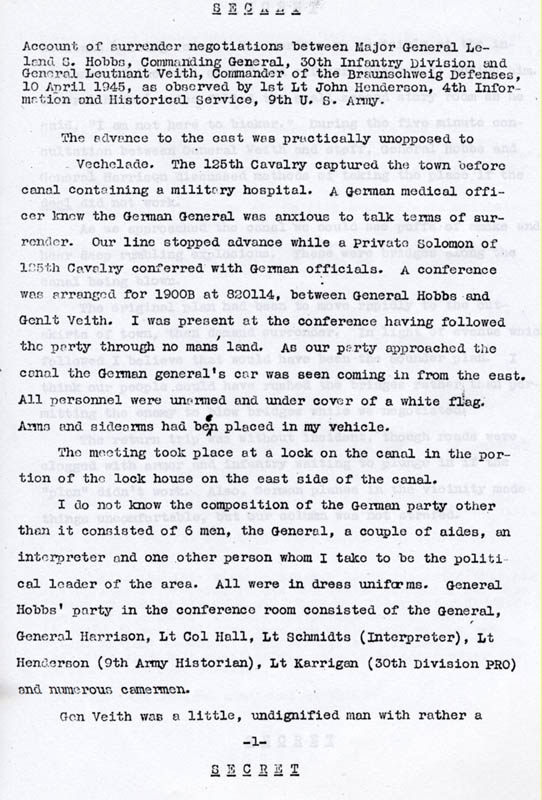
Blatt 1
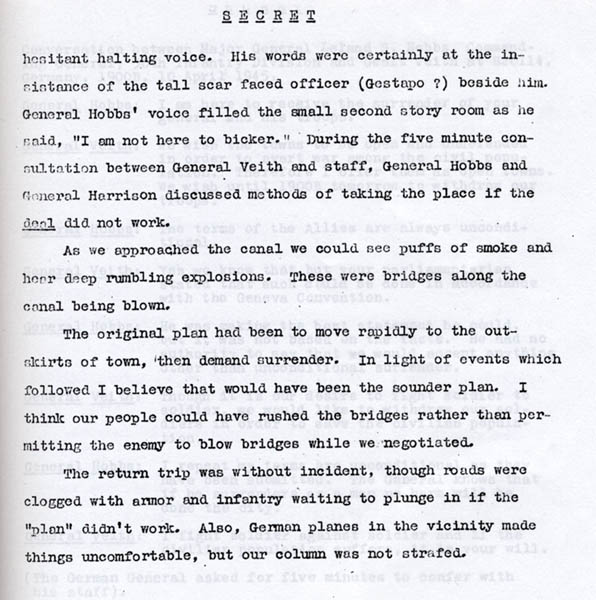
Blatt 2
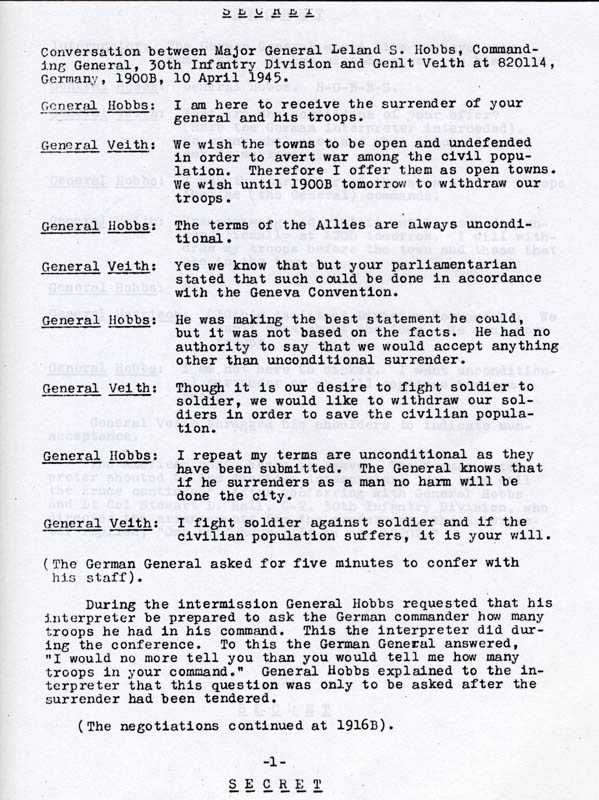
Blatt 3
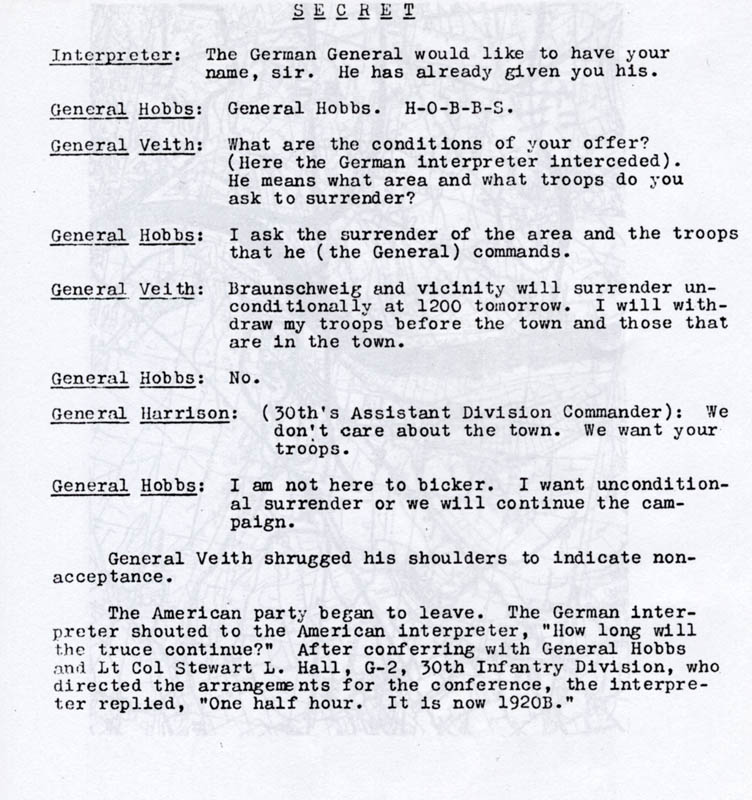
Blatt 4

Veith geriet gegen Mitternacht 12./13. April an einer Straßensperre am Schöppenstedter Turm in der Nähe von Braunschweig in amerikanische Kriegsgefangenschaft. In den Filmnachrichten von British Pathé Newsreel vom 26. April 1945 wurde über seine Gefangennahme berichtet. Am 12. Mai 1947 wurde Veith aus der Gefangenschaft entlassen.

## Quelle
- Account of surrender negotiations between Major General Leland S. Hobbs, Commanding General, 30th Infantry Division and General Leutnant Veith, Commander of the Braunschweig Defenses, 10 April 1945, as observed by 1st Lt John Henderson, 4th Information and Historical Service, 9th U.S. Army. (Blatt 1, Blatt 2, Blatt 3, Blatt 4)

## DVD
- Braunschweig 1945 – Bombardierung, Befreiung, Leben in Trümmern. Erinnert und kommentiert von Eckhard Schimpf (Braunschweiger Zeitung und Archiv Verlag, Braunschweig 2005); enthält unter anderem Originalaufnahmen der Kapitulationsverhandlungen an der Wedtlenstedter Schleuse zwischen Veith und Hobbs.